# 論理的
| ウィキペディアには「論理的」という見出しの百科事典記事はありません（タイトルに「論理的」を含むページの一覧/「論理的」で始まるページの一覧）。 代わりにウィクショナリーのページ「論理的」が役に立つかもしれません。 |